# Národní hřebčín Kladruby nad Labem
Národní hřebčín Kladruby nad Labem v okrese Pardubice je chovnou stanicí běloušů českého plemene starokladrubských koní. Vraníci stejného plemene se chovají v hřebčíně ve Slatiňanech. V hřebčíně je chováno přibližně 300 starokladrubských koní, probíhají v něm zkoušky výkonnosti hřebců, drezúrní i jiné závody a řada akcí pro veřejnost. Praxi v tomto hřebčíně zde získávají i studenti Středního odborného učiliště zemědělského v Kladrubech nad Labem, které je zaměřeno na chov koní a jezdectví.
Areál hřebčína s okolní krajinou je od roku 2019 zařazen na Seznam světového dědictví UNESCO.

## Historie
Chovu koní se v Kladrubech nad Labem věnovali již Pernštejnové, kteří zdejší panství zakoupili v roce 1491. Součástí panství byla i obora, kterou Maxmilián II. dostal darem od českých stavů v roce 1560 a později zde vybudoval hřebčinec. Rudolf II. udělil hřebčínu status císařského dvorního hřebčína. V roce 1918 získal hřebčín do vlastnictví československý stát. V roce 1995 byl starokladrubský kůň vyhlášen za kulturní památku a v roce 2002 bylo kmenové stádo běloušů vyhlášeno za národní kulturní památku.
V rámci úsilí o zapsání na seznam Unesco byla v oblasti v roce 2015 zřízena krajinná památková zóna Kladrubské Polabí a v roce 2016 evropsky významná lokalita Natura 2000 Kladruby nad Labem.
| Rok  | Počet návštěvníků |
| ---- | ----------------- |
| 2015 | 15 350            |
| 2016 | 46 251            |
| 2017 | 77 347            |
| 2018 | 80 220            |

## Objekty hřebčína
- hřebčín v Kladrubech nad Labem - ustájení hlavního stáda, tj. plemenných hřebců, chovných klisen a mláďat do odstavu, koní ve výcviku a sportovních koní určených k prodeji
- Padock
- dvůr Josefov
- dvůr Františkov - oddělený odchov mladých hřebců a klisen (do tří let věku) v nedalekých Selmicích
- zámek a kostel sv. Václava a Leopolda - je spravován Národním hřebčínem Kladruby nad Labem a spolu s empírovými budovami hřebčína tvoří jeden uzavřený celek

Součástí hřebčína jsou i rozsáhlé pozemky v okolí s výběhy pro koně. Samostatnou pobočku tvoří Hřebčín Slatiňany.

## Střední škola chovu koní a jezdectví
Studium trvá 3 roky. Studuje tam 144 žáků. Škola má vlastní domov mládeže.

## Chov starokladrubských koní

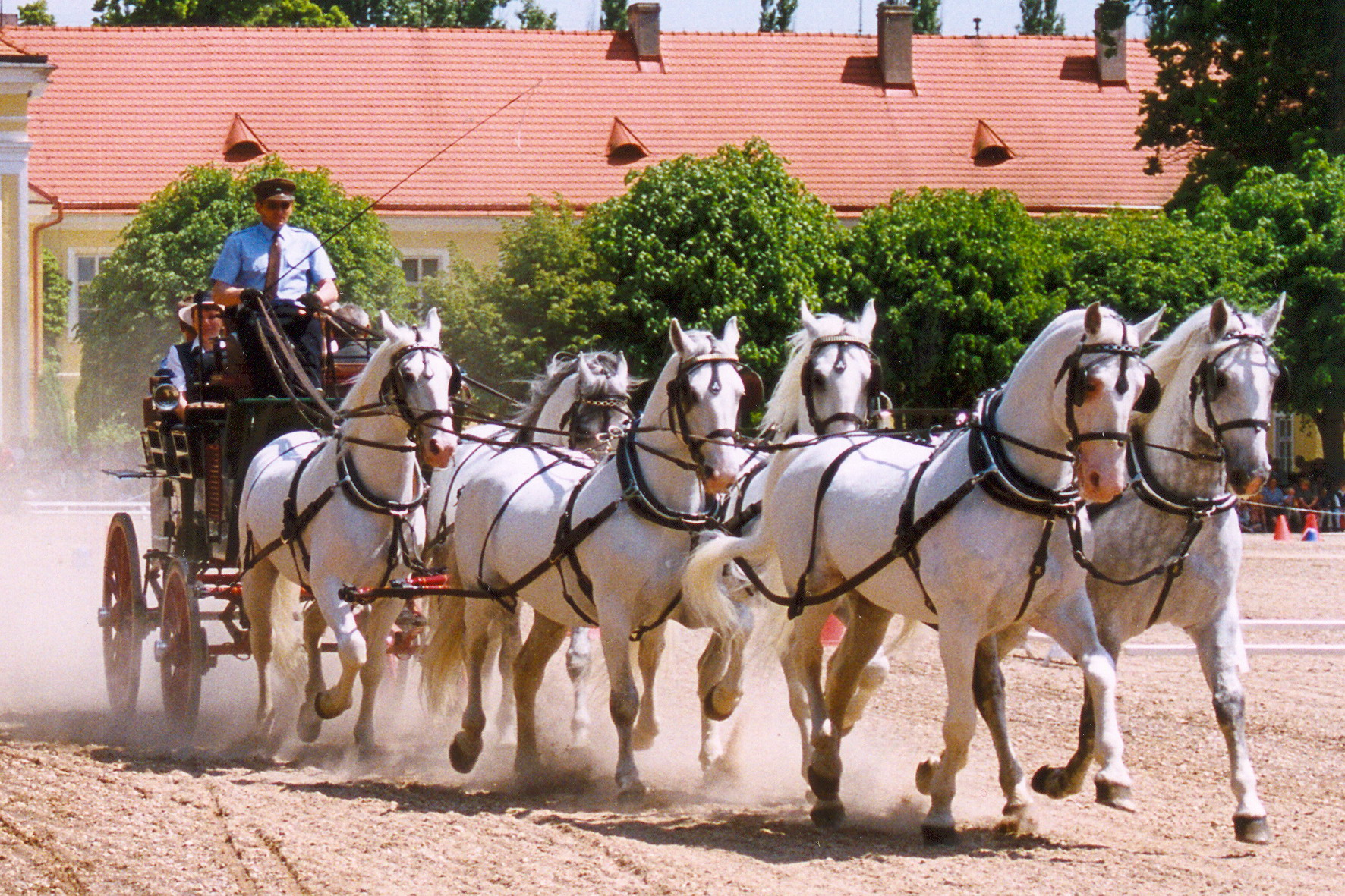
Spřežení starokladrubských běloušů

Národní hřebčín Kladruby nad Labem se zaměřuje na chov starokladrubských koní, ve Slatiňanech chovají starokladrubské vraníky, v Kladrubech nad Labem bělouše. Jde o teplokrevné plemeno vzniklé křížením starošpanělských a staroitalských koní. Od doby Rudolfa II. byli koně z Kladrub využíváni jako kočároví koně pro rakouský císařský dvůr. 
Chov starokladrubských koní byl téměř zničen úsilím československého státu po roce 1918, kdy bylo rozhodnuto o jeho likvidaci. Do roku 1931 se chov podařilo téměř zničit rozprodejem a převody chovného stáda. S regenerací chovu začal až profesor František Bílek ve 40. letech 20. století. Podle mnoha odborníků na poslední chvíli. K regeneraci museli být využiti zčásti i koně jiných plemen. Profesor Bílek shromáždil poslední kusy starokladrubských vraníků s úmyslem pokračovat v přirozené plemenitbě. To se ukázalo jako nemožné kvůli malému počtu existujících jedinců a také jejich stáří. Do počátku regenerace se zachovali 3 vraní starokladrubští hřebci. V parentální generaci matek byla situace velmi neutěšená. Celkem bylo použito 54 matek různého původu. Šlo o dvě čistokrevné starokladrubské vranky, 23 čistokrevných starokladrubských bělek a klisen s částečným podílem starokladrubské krve, 18 čistokrevných lipických klisen, 3 teplokrevné klisny a 3 klisny orlovského klusáka. Dále byli využíváni lipičtí hřebci, jeden hřebec s podílem krve Nonius a jeden oldenburský hřebec.
Od roku 2001 je kmenové stádo bílých starokladrubských koní národní kulturní památkou. Plemeno je určeno především pro zápřah do kočáru a k ceremoniální a reprezentativní službě, ale používá se i pro rekreační ježdění. Jde o unikátní plemeno, které je dnes chováno v tomto rozsahu jen v České republice. Dnes[kdy?] je celkem ve světě chováno přibližně 1100 až 1200 koní tohoto plemene.